# Andrés Stanovnik
Andrés Stanovnik (tudi Andrej Stanovnik), argentinsko-slovenski kapucin in nadškof, * 15. december 1949.

## Življenje
Rodil se je prvi generaciji Slovencev, priseljenih v Argentino; oče je bil iz Žirov in mati iz Spodnjega Brnika. Po študiju filozofije in teologije v Buenos Airesu je bil leta 1978 posvečen v duhovnika pri kapucinih. Po letu 1992 je nadaljeval študij na Antonianumu v Rimu in 1994 postal generalni definitor kapucinskega reda v Rimu. 
30. oktobra 2001 je bil imenovan za škofa Reconquiste in 16. decembra istega leta je prejel škofovsko posvečenje. 27. septembra 2007 je bil imenovan za nadškofa Corrientesa. 2004—2007 je bil generalni sekretar,  2007—2011 pa je bil drugi podpredsednik Latinskoameriške škofovske konference (CELAM).